# هنری تیت
هنری تیت (انگلیسی: Henry Tate؛ ۱۱ مارس ۱۸۱۹ – ۵ دسامبر ۱۸۹۹) کارآفرین، بازرگان و مدیر ارشد اجرایی بریتانیایی بود، که شرکت تیت اند لایل را تأسیس نمود.

## نگارخانه

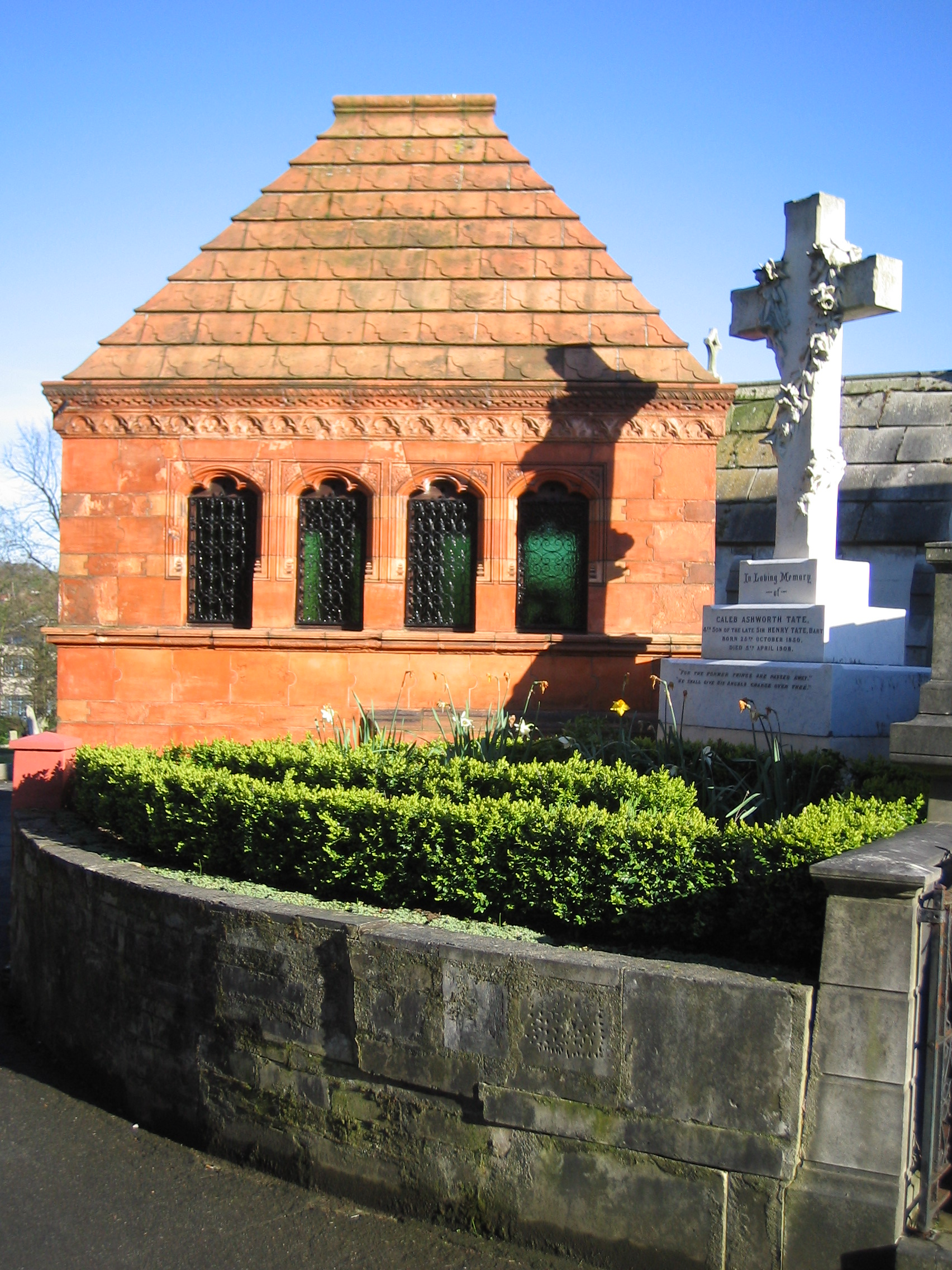
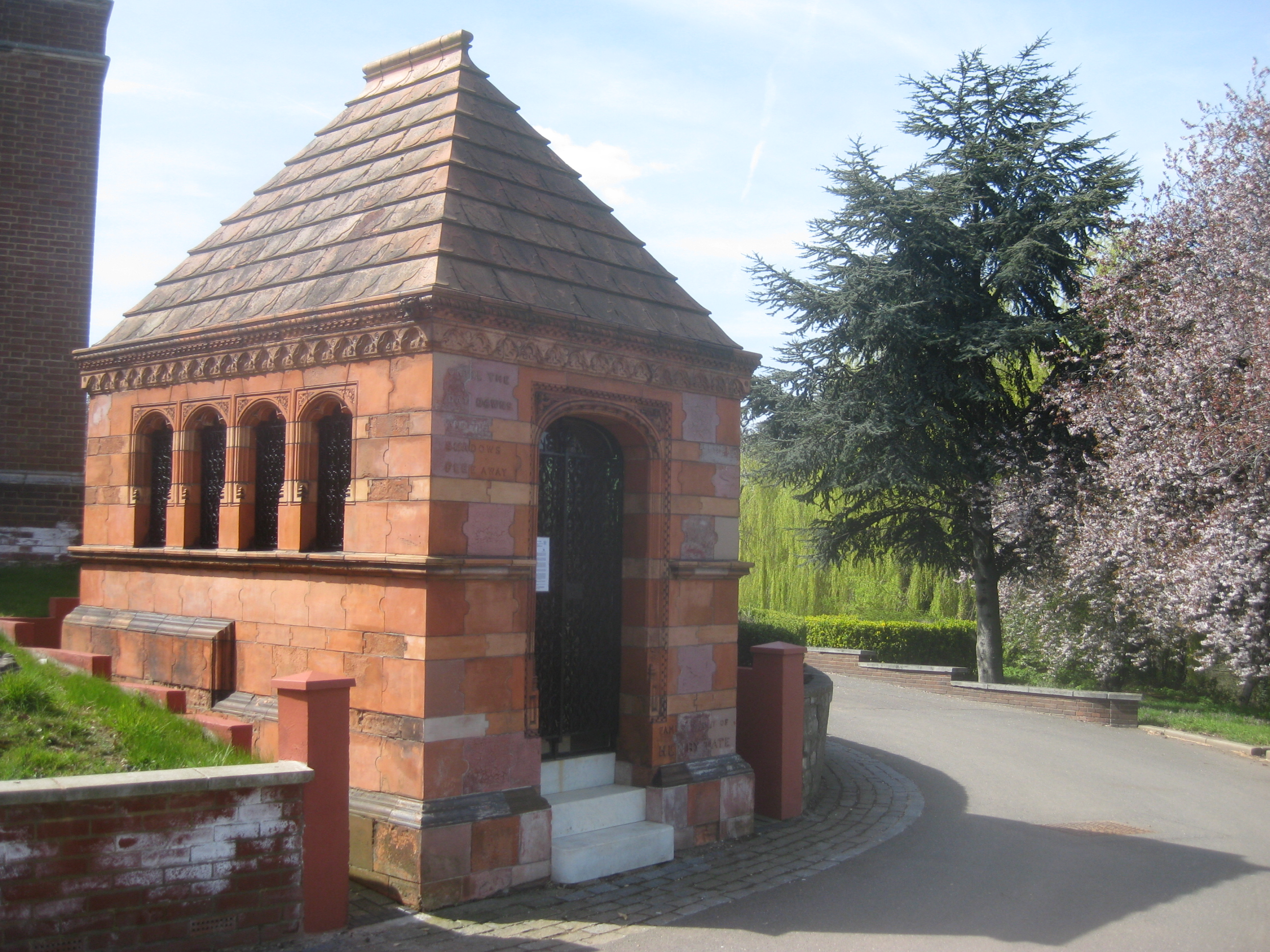